# Idaea mesodela
Idaea mesodela là một loài bướm đêm trong họ Geometridae.